# Луи Йелмслев
Луи Йелмслев (на датски: Louis Trolle Hjelmslev) е датски лингвист. Автор е на глосематиката — оригинална структуралистка теория за езика, която има значителна съставна математическа част (езикът се разглежда като частен случай на семиотичните системи, като структура, която може строго да се формализира в духа на математиката, логиката и семиотиката).
Неговите идеи формират основата на Копенхагенската лингвистична школа.

## Биография
Роден е на 3 октомври 1899 г. в Копенхаген в академично семейство (неговият баща е математик, Йоханес Йелмслев), следва сравнително езикознание в Копенхаген, Прага и Париж (а сред преподавателите му са Антоан Мейе и Жозеф Вандриес). През 1931 г. заедно с Ханс Йорген Улдал основава Cercle Linguistique de Copenhague.
Умира на 30 май 1965 г. в Копенхаген.